# 石森達幸
石森達幸（1932年1月11日—2013年6月5日）是日本的男性聲優、演員，長崎縣的現在是無人島的端島（通稱：軍艦島）出身，血型B型。從屬於ARTSVISION。

## 人物介紹
- 是回聲劇場的創辦成員之一。
- 以「言論老頭」的綽號被晚輩大塚芳忠所仰慕。好像是個很恐怖的前輩。以醉倒的氣勢「大塚~！聽我的歌！！！」與深夜作地下廣播的豪爽人物。
- 他的名字「達幸」的發音通常都會誤標成是「たつゆき」，其實正確的發音和寫法是「たっこう」。
- 『巨人之星』與『魔投手』這兩方面都是為王貞治這個角色所配音。
- 在面試時被挑選為傳說巨神的角色的機會，他本人在作品中擔任杜巴‧阿吉巴這個角色。
- 2013年6月5日，因心臟衰竭去世，享壽81歲。

## 出演作品

### 電視動畫
- 烏龍派出所 (坊那須課長〈初代〉）
- 我們這一家（男性）
- 宇宙戰士瓦爾迪歐斯（月影長官、旁白）
- 超能力魔美（芦田）
- 美味大挑戰（針澤朝雲）
- 学園戦記無量（統原阿僧祇）
- 傀儡師左近（深見潤一郎）
- 風中少女 金髮珍妮（大喬）
- 機動戰士GUNDAM系列
  - 機動戰士GUNDAM（里德中尉）
  - 機動戰士ΖGUNDAM（富蘭克林‧比登）
  - 機動戰士GUNDAMΖΖ（卡拉罕）
  - 機動武鬥傳GGUNDAM（瑞山）
- 巨人之星（王貞治）
- 銀河疾風Sasuraiger（神父）
- 緊急前進Saver Kids（天神林松五郎）
- 金田一少年之事件簿（椿陽造）
- 金肉人 金肉星王位爭奪編（委員長（哈拉波特・瑪斯爾）、液態氮博士、鉗子人他）
- 紅（崩月法泉）
- 蠟筆小新（鳥類看護者、辛苦京助、MekemekeY、銀蜂他）
- 交響詩篇Eureka seve（岡吉）
- 魔投手（王貞治）
- 時空偵探健次君（老人）
- 通靈王2001年版（日光）
- 超級吃驚人（超級宙斯）
- SCARECROWMAN（約翰）
- 精靈守護者（希比特南）
- 世界名作劇場系列
  - 浣熊拉斯卡爾（赫曼‧桑德蘭）
  - 佩琳物語（西薩）
  - 湯姆索耶的冒險（山繆爾‧基恩）
  - 愛少女波麗安娜物語（院長、牧師）
  - 愛的小婦人物語（瓊斯牧師）
  - 小公子西迪（警官）
  - 我的長腿叔叔（赫曼‧梅諾爾）
  - 崔普一家物語（沃特曼醫生）
  - 小婦人物語 南與喬老師（佩治）
  - 名犬萊西（柏恩森）
  - 悲慘世界 少女珂賽特（佛修里文）
- 週刊故事樂園（「悲傷的完全犯罪」（真鍋勇））
- 索斯機械獸（拉拉達3世）
- 麵包超人（振振仙人、烏龜衛門先生）
- 宇宙戰艦山本洋子（綾乃的爺爺）
- 逮捕令 SECOND SEASON（高橋）
- 太陽勇者（源二郎）※第31話
- 鬥將!!拉麵男（月餅）※第24・25話
- 中華一番（羅添大師）
- 超時空世Orguss（羅伯特）
- 鐵人28號（2004年版）（官房長官）
- 傳説巨神（杜巴・阿吉巴、席巴爾‧德克）
- 哈姆太郎（長老哈姆、聖誕哈姆）
- 德魯比（德魯比）
- 忍者亂太郎（多田堂禪（第2代）、毒竹忍者、爺爺）
- Bartender（來島泰三）
- 快樂幸運草（福割）
- 針木哈雷（西拉根斯校長）
- 美少女戰士 月光怪獸（嘉拉揚）
- 吃驚人（超法師）
- 哆啦A夢(大山羨代版)（鎮長、老爺爺、老人、獅子、長老）
- 哆啦A夢（爺爺的樹）
- BUZZER BEATER（義經）
- 神奇寶貝（占卜婆婆、鬼斯、聖誕老人）
- 魔法騎士雷亞斯（青安（2代目））
- 怪俠佐羅力（沉默寡言的科學者）
- 危險調查員（卡利姆・穆哈瑪德）
- 咕嚕咕嚕魔法陣1994年版（店老爹）
- 蜜柑繪日記（稻垣大造）
- 道子與小花（叔叔）
- 妙手小廚師（須原椎造(布萊伯叔叔)、芝裕之、旁白）
- 為食龍少爺（元先生）
- 名偵探柯南（根岸正樹、鹽田平八郎、糟屋有弘、折田精一、高木長介、蒲生良造）
- 名偵探福爾摩斯（學者）
- 再一次阿太郎（德川）
- MONSTER（叔叔）
- 笑不出來（長井安實）
- ONE PIECE（『佛』戰國）
- 向前邁進!徹之進（犬山虎之助）
- 海螺小姐
- 奇天烈大百科（和尚）
- 忍者小靈精
- 小小男子漢（良造、山金、老伯、大川端）
- 王牌酒保（來島泰三）
- 金魚注意報（小警）
- 鬼太郎第四季（鬼頭、社長、水仙人、茶伊那道士）
- 道子與哈金（老伯）
- 宇宙小毛球（桑迪）
- 天才小釣手（高田）
- 白兔糖（松井先生）

### OVA
- 伊苏（英语：Ys (anime)）（克拉傑）
- 機動戰士GUNDAM 0083 STARDUST MEMORY（将軍）
- 銀河英雄傳說（阿普爾頓）
- 神奇寶貝 皮卡丘的寒假（聖誕老人）
- 火焰陷阱（上班的男人）
- 謀殺公主（喬多‧印度尼西亞）
- 柳瀨嵩Mar Heven劇場（星星長老）
- ONE PIECE 打倒！海賊強薩克（司基德） - Jamp超級動畫之旅ー'98播映作品

### 劇場版動畫
- 機動戰士GUNDAM系列
  - 機動戰士GUNDAM I（李德）
  - 機動戰士GUNDAM 逆襲的夏亞（克萊普艦長）
- 千年女優（掌櫃）
- 鐵人28號 白天的殘月（官房長官）
- 傳說巨神 起動篇（杜巴・阿吉巴）
- 哆啦A夢 大雄的平行西遊記（金角）
- 跑吧！美樂斯
- MEMORIES（醫生）
- ONE PIECE系列
  - ONE PIECE FILM 強者天下（戰國）
  - ONE PIECE FILM Z（戰國）

### 遊戲
- 阿爾奈姆之牙 獸族十二神徒傳説（技法、因族的長老、哥烏森的父親、瓊茲族長老）
- 傑克與達克斯特 舊世界的遺產（頭目村長）
- JEANNE D'ARC（貝德福特閣下）
- Scandal（拉歐修）
- 第3超級機器人大戰α 往臨終的銀河（杜巴‧阿吉巴）
- 雙界儀（東宗造）
- PoPoLoCrois物語（教義）
- 傅安泰西亞物語（藤林亂藏）
- 七龍珠 向前邁進的冒險（傑奇‧仇（宮内幸平的代班））
- 洛克人2（萊德博士、威利博士）

### 外語配音
- ID4星際終結者（威廉・葛雷將軍）
- 空軍一號（安德魯・華德司法長官）
- 大法師（蘭開斯特・梅林神父）
- 火車頭日記（狄克）
- 雷鳥神機隊
- 超級大玩家（狄克‧梅隆（席德尼·波萊克））
- 夏洛克·福爾摩斯的冒險（馬丁警長、布萊德布洛克）
- 八腳怪（佛洛伊德）
- 終極證人（約翰・馬荷尼）
- 極光追殺令※DVD版（伊恩・理查森）
- 飛機場（梅爾‧貝卡斯菲德（柏特·蘭開斯特））
- 007系列（M（伯納德·李）
  - 007 鐵金剛勇破鑽石黨(TBS版)
  - 007 鐵金剛勇破黑魔黨(TBS版)
  - 007 鐵金剛勇破海底城 (TBS/東京電視台版)
  - 007 鐵金剛勇破海龍幫(YBS/朝日電視台版)
  - 007 鐵金剛勇破爆炸黨 (TBS/東京電視台版)（M（勞勃·布朗））(TBS/東京電視台版)
  - 007 鐵金剛勇戰大狂魔(TBS/東京電視台/朝日電視台版)
  - 007 鐵金剛勇戰殺人狂魔 (TBS版)
  - Never Say Never Again(朝日電視台/東京電視台版)

### 特別攝影
- 星獸戰隊GINGAMAN(布特魔人眾傀儡太夫的聲音)

## 外部連結
- （日語）經紀公司網站所載簡歷